# Caeruleuptychia penicillata
Espèce
Caeruleuptychia penicillata est une espèce de papillons de la famille des Nymphalidae et de la sous-famille des Satyrinae et du genre Caeruleuptychia.

## Dénomination
Caeruleuptychia penicillata a été décrit par Frederick DuCane Godman en 1905 sous le nom initial d' Euptychia penicillata.

## Description
Caeruleuptychia penicillata est un papillon au dessus de couleur bleu foncé.

## Biologie
En Guyane il a été inventorié en juillet, septembre, octobre et janvier.

## Écologie et distribution
Caeruleuptychia penicillata est présent au Brésil et en Guyane,.

### Biotope
Caeruleuptychia penicillata réside en zone de chablis et en lisière des chemins de la forêt primaire.

### Protection
Pas de statut de protection particulier